# Hogna pulla
Hogna pulla este o specie de păianjeni din genul Hogna, familia Lycosidae. A fost descrisă pentru prima dată de Friedrich Wilhelm Bösenberg și Lenz, 1895. Conform Catalogue of Life specia Hogna pulla nu are subspecii cunoscute.